# Meioneta straminicola
Meioneta straminicola là một loài nhện trong họ Linyphiidae.
Loài này thuộc chi Meioneta. Meioneta straminicola được Alfred Frank Millidge miêu tả năm 1991.